# 韦诺萨
韦诺萨是意大利南部巴西利卡塔大区波坦察省的一个镇，人口12,147（2004年）。
罗马帝国时代著名的诗人贺拉斯出生于韦诺萨。